# Plaza (Washington)
Plaza az Amerikai Egyesült Államok északnyugati részén, Washington állam Spokane megyéjében elhelyezkedő önkormányzat nélküli település.
A települést Robert Patterson, a Pony Express egykori futára alapította, aki a Spokane és Colfax között futó vasútvonal mentén egy üzletet, illetve vásárteret létesített. Plaza lakosai főleg mezőgazdaságból éltek.

## Fordítás
Ez a szócikk részben vagy egészben  a   Plaza, Washington című angol Wikipédia-szócikk ezen változatának fordításán alapul.  Az eredeti cikk szerkesztőit annak laptörténete sorolja fel. Ez a jelzés csupán a megfogalmazás eredetét és a szerzői jogokat jelzi, nem szolgál a cikkben szereplő információk forrásmegjelöléseként.